# 石元瑛
石元瑛，清朝直隸人，軍事將領、武進士出身。
嘉慶七年，登武進士，授三等侍衛，嘉慶二十年，任河南河北鎮標右營都司。嘉慶二十一年，任內黃營都司。嘉慶二十四年，任鄧新營遊擊。道光年間，任北鎮左營遊擊、護理河南河北鎮總兵印務、衛輝營參將。道光十三年，任撫標中軍參將。道光十四年，任荊子關協副將。道光二十一年，升湖南綏靖鎮總兵。